# Carlos Ochoa Mendoza
Carlos Augusto Ochoa Mendoza (* 5. März 1978 in Apatzingán de la Constitución, Michoacán) ist ein ehemaliger mexikanischer Fußballspieler auf der Position eines  Stürmers. 

## Laufbahn
Ochoa begann seine Profikarriere beim CF Cuautitlán, für den er in der Saison 1998/99 in der zweitklassigen Primera División 'A' spielte. In der darauffolgenden Saison 1999/00 stand Ochoa beim Club Necaxa unter Vertrag, bei dem er sich jedoch nicht durchsetzen konnte und nur zu insgesamt vier Punktspieleinsätzen in der höchsten mexikanischen Spielklasse kam. Anschließend wechselte er zu den UANL Tigres, bei denen er den Durchbruch schaffte und zum Nationalspieler heranreifte. Sein größter sportlicher Erfolg war der Gewinn der mexikanischen Fußballmeisterschaft in der Clausura 2012 mit dem Club Santos Laguna.
Für die mexikanische Fußballnationalmannschaft kam Ochoa beim CONCACAF Gold Cup 2002 und bei einigen Qualifikationsspielen zur Fußball-Weltmeisterschaft 2010 zum Einsatz.

## Erfolge
- Mexikanischer Meister: Clausura 2012